# Jezus (historisch)
Jezus van Nazaret(h) (Aramees: ישוע Jesjoea of Jesjoe`, Grieks: Ἰησοῦς)  (Nazareth (?), ca. 5 v.Chr. – Jeruzalem, ca. 30 n.Chr.) was een Joods prediker en leider, bekend als de centrale persoon van het christendom. Vanaf ongeveer 28 n.Chr. trad hij op in Galilea en Judea. Op bevel van de Romeinse prefect Pontius Pilatus werd hij in 30 (of 33) n.Chr. door Romeinse soldaten gekruisigd.

## Zoektocht naar de historische Jezus
De historisch-kritische benadering van Jezus tracht via een wetenschappelijke methode de geschiedenis van Jezus van Nazareth te reconstrueren. Deze methode bestaat voornamelijk uit kritische analyse van de bronnen en van de culturele en historische context van Jezus om zo te beargumenteren wat de relatie is tussen de overgeleverde herinneringen en wat er in het leven van Jezus gebeurd is.

## De persoon Jezus

### Historiciteit
Het bestaan van een historische Jezus wordt door vrijwel alle deskundigen geaccepteerd. Daar zijn verschillende redenen voor. Ten eerste zijn er de van elkaar onafhankelijke getuigenissen over de historische mens Jezus van Paulus, Marcus en (de weliswaar hypothetische) bron Q, binnen circa veertig jaar na zijn dood. Ten tweede presenteren de bronnen die binnen een eeuw na Jezus' dood zijn geschreven, hem als een figuur uit het recente verleden die past in de context van zijn tijd.
Drie belangrijke gegevens zijn lastig te verklaren zonder een historische Jezus aan te nemen:
1. Allereerst kende Paulus Petrus, een prominente leerling van Jezus, en Jezus' broer Jakobus.[7]
2. Vervolgens is het onwaarschijnlijk dat de vroegste christenen de vernederende kruisdood zouden hebben verzonnen voor hun messias.[8]
3. Ten slotte is er een duidelijke Steigerungstendenz waar te nemen in de evangeliën: regelmatig maakt een jonger evangelie een gebeurtenis spectaculairder of theologisch correcter, bijvoorbeeld de doop van Jezus door Johannes de Doper, het gegeven in Marcus dat Jezus volgens zijn familie gek zou zijn geworden[9] of het verhaal dat Jezus over het water liep.[10] Dit sluit eenvoudiger (d.w.z. met minder veronderstellingen) aan bij mythologisering van een historisch persoon dan bij historisering van een mythisch personage.[11]

Dat er een historische persoon ten grondslag ligt aan de verschillende bronnen over Jezus, is de eenvoudigste verklaring (zie Ockhams scheermes en het principe van falsifieerbaarheid dat een theorie meer empirische informatie moet kunnen verklaren dan andere theorieën (excess empirical content)). Alternatieve theorieën die moeten verklaren hoe Jezus verzonnen zou zijn, zoals de Jezusmythe, hebben de toets der kritiek (nog) niet doorstaan, omdat zij doorgaans een beroep moeten doen op vergezochte veronderstellingen. Er zijn ook geen aanwijzingen dat vroege tegenstanders van het christendom bestreden dat Jezus geleefd had.
Er bestaan wel grote verschillen van mening onder wetenschappers over de details van het leven van Jezus zoals verteld in de evangeliën en over de betekenis van zijn leer. Wetenschappers verschillen ook van mening over de historiciteit van specifieke episoden in het Bijbelse verslag over Jezus en historici beschouwen de bovennatuurlijke eigenschappen van Jezus en verhalen over zijn wonderen en opstanding als geloofskwesties in plaats van historische feiten.

### Namen en titels
De naam Jezus is via het Grieks afgeleid van het Hebreeuwse Jehosjoea (Jozua) of het Hebreeuws-Aramese Jesjoea. Jezus was een van de meest voorkomende Joodse namen in Palestina rond het begin van de jaartelling. De betekenis is JHWH is redding. In die tijd bestonden in Palestina geen familienamen. Volgens de Joodse conventies van toentertijd was hij wellicht oorspronkelijk bekend als Jesjoea ben Josef (Jezus de zoon van Jozef). In de evangeliën staat soms ook zijn plaats van herkomst bij de naam Jezus: Jezus van Nazareth of Jezus de Nazarener.
De titel Christus is de gelatiniseerde weergave van het Griekse woord Χριστός (Christos), dat de Griekse vertaling van het Hebreeuwse masjie'ach (gezalfde) is. In het Nederlands wordt ook vaak de Griekse verbastering messias gebruikt. Het woord gezalfde wordt in de joodse traditie gebruikt voor koningen, priesters en profeten. In sommige joodse kringen ontstond in de tweede of eerste eeuw voor Christus de verwachting dat uiteindelijk een afstammeling van David, gezalfd door God, de troon zou bestijgen en Israël in oude glorie zou herstellen. Of Jezus zelf claimde deze messias te zijn, is onzeker. Wel is waarschijnlijk dat sommige volgelingen al bij zijn leven dachten dat hij de messias was. Zeker is dat later de volgelingen die geloofden in Jezus' opstanding, (veelal) ook geloofden dat Jezus de messias was. De titel messias werd al snel tot een tweede naam voor Jezus en hij staat daarom onder christenen bekend als Jezus Christus of Christus Jezus.
Volgens moderne exegeten is er geen aanleiding aan te nemen dat Jezus ooit heeft beweerd Zoon van God te zijn. De titel Zoon van God hoeft overigens niet noodzakelijk een goddelijke status aan te duiden. In de joodse traditie kon Israël zelf, de koning of een bijzondere rechtvaardige zoon van God heten. Wel is het mogelijk dat Jezus God zijn vader noemde en een bijzondere verhouding met God meende te hebben.

## Leven

### Algemeen aanvaard levenskader
E.P. Sanders heeft een lijst opgesteld van in het historisch-kritisch onderzoek nagenoeg algemeen aanvaarde gegevens over het levenskader van Jezus:
- Jezus is geboren ca 4 v.Chr., rond de tijd dat Herodes de Grote stierf.
- Hij bracht zijn kinder- en jeugdjaren door in Nazareth in Galilea.
- Hij werd gedoopt door Johannes de Doper.
- Hij verzamelde leerlingen om zich heen.
- Hij onderwees in kleine steden en dorpen en op het platteland.
- Hij verkondigde het koninkrijk van God.
- Rond het jaar 30 ging hij naar Jeruzalem voor Pesach.
- Hij verwekte opschudding in de tempel.
- Hij hield een laatste maaltijd met zijn leerlingen.
- Hij werd gevangengenomen en ondervraagd door Joodse gezagdragers in Jeruzalem.
- Hij werd terechtgesteld op bevel van de Romeinse landvoogd Pontius Pilatus (gouverneur van Judea tussen 26 en 36 n.Chr.).

### Geboorte en jeugd

#### Geboortejaar
Over de eerste dertig jaar van Jezus' leven valt nauwelijks iets te zeggen. Ook de bepaling van zijn geboortejaar blijft speculatief. De christelijke jaartelling van Dionysius Exiguus was bedoeld om te starten bij de geboorte van Jezus. Deze telling is strijdig met de aanname dat Jezus werd geboren toen Herodes de Grote nog leefde (Matteüs 2; Lucas 1:5), terwijl Herodes in 4 v.Chr. stierf. Dit wordt mede gebaseerd op Flavius Josephus die schreef dat Filippus de tetrarch 37 jaar regeerde en stierf in het 20e jaar van Tiberius, dat wil zeggen in 34 n.Chr. Josephus schreef ook dat Herodes stierf in een jaar waarin een maansverduistering plaatsvond, wat op 13 maart 4 v.Chr. inderdaad plaatsvond. Op basis hiervan dateert men de geboorte van Jezus kort voor het jaar 4 v.Chr. (meestal 6 v.Chr.).
Anderzijds verbindt Lucas de geboorte aan de census van Quirinius (6/7 na Chr.). De enige zekerheid is dat Jezus is geboren tussen de jaren 14 v.Chr. en 16 n.Chr. De precieze geboortedatum van Jezus is niet bekend, de datum 25 december steunt niet op Bijbelse of historische bronnen.

#### Geboorteplaats en afkomst
Volgens Lucas 2:2-5 woonden de ouders van Jezus, Jozef en Maria, aanvankelijk in Nazareth en gingen zij kort vóór de geboorte van Jezus naar Bethlehem vanwege een volkstelling, waarbij de tocht naar Bethlehem wordt verklaard met de zinsnede "aangezien hij van David afstamde". De consensus onder historici is dat dit om verschillende redenen problematisch is:
- De aanname dat een decreet van keizer Augustus maakte dat Jozef 90 kilometer naar Bethlehem moest afreizen omdat zijn voorvader 42 generaties vóór hem uit Bethlehem kwam, en daarbij zijn zwangere verloofde Maria meenam, strookt niet met enig historisch materiaal. Het complete Romeinse Rijk zou ontworteld worden door een dergelijk decreet.
- Er zijn ook geen aanwijzingen dat duizenden andere nakomelingen van David zich allemaal moesten en konden inschrijven in Bethlehem - een dorpje in Judea waarvan archeologisch bewijs van bewoning rond de tijd van Jezus ontbreekt.[27]
- Het is ook moeilijk voorstelbaar hoe zij zich moesten identificeren als nakomeling van iemand die 1000 jaar eerder leefde, nota bene precies 42 generaties geleden.
- Ook zou Augustus  herinneringen aan een koningshuis dat al meer dan 500 jaar van haar macht was beroofd, niet willen doen herleven, omdat de sociale spanningen die zouden ontstaan door de hoop op het herleven een Davidisch koningshuis, precies waren wat de Romeinen probeerden te vermijden.
- Er is conflict tussen het gegeven dat Herodes de macht had in Judea en dat de Romeinen de eerste volkstelling zouden uitvoeren, die volgens Josephus pas in 6/7 n.Chr. heeft plaatsgevonden.

Vanuit historisch-kritisch perspectief is de voorstelling van de geboorte van Jezus in Bethlehem daarom vrijwel zeker ontstaan om de voorspelling dat het koningshuis van David hernieuwd zou worden met een persoon uit Bethlehem-Efrata in de bergen van Judea (Micha 5:1) uit te laten komen. De meest waarschijnlijke geboorteplaats van Jezus is daarom Nazareth.
De genealogieën van Jezus in Matteüs en Lucas komen onderling niet overeen, maar wijzen beide naar de lijn van Jezus naar David. In de evangeliën wordt Jezus meermalen aangeduid als "zoon van David". Ook Paulus was overtuigd van de davidische afkomst van Jezus (Romeinen 1:3). Diverse onderzoekers nemen aan dat Jozef de vader van Jezus was en deze afkomstig was uit een zijlijn van de David-dynastie, die geen regeringsmacht had. Aangezien de vermelde genealogieën onderling echter behoorlijk afwijken, zouden deze een theologische constructie kunnen zijn.

#### Moedertaal en geletterdheid
De talen van Romeins Palestina zijn een complex fenomeen, omdat dit gebied blootgesteld is geweest aan verschillende internationale talen. Aramees werd door Joden het meest gebruikt en daarom is de gangbare veronderstelling dat Jezus Aramees sprak. Dit wordt bevestigd door Aramese citaten van Jezus in de Griekse manuscripten (bijvoorbeeld Talita koem: "Meisje ik zeg je, sta op!" in Marcus 5:41). Het kan niet helemaal uitgesloten worden dat Jezus ook een Hebreeuws dialect sprak, noch dat hij enige basiskennis van Grieks had. Grieks was de lingua franca van het oostelijke Middellandse Zeegebied en in de westelijke grote steden van het Romeinse Rijk. Latijn werd alleen in Afrika en ten westen van Rome gesproken, maar het Romeinse bestuur in het oosten hanteerde doorgaans het Grieks als bestuurstaal.
Niets wijst er op dat Jezus een hoge opleiding gehad heeft. De meeste mensen uit zijn tijd konden niet lezen of schrijven. Als argument dat Jezus uit de Hebreeuwse Bijbel kon lezen, wordt naar voren gebracht dat in elk geval in de rabbijnse tijd volwassen Joodse mannen werden geacht die te kunnen lezen, en dat in de evangelieverhalen door Jezus verwezen wordt naar het lezen van de Schriften. Als Jezus niet kon lezen of schrijven, betekent dat in zijn historische context niet dat hij de Hebreeuwse Bijbel niet kende.

### Openbare optreden

#### Johannes de Doper
Johannes de Doper was een populaire profeet uit die tijd. Volgens het Lucas-evangelie was hij een neef van Jezus, maar de andere evangelisten vermelden dit niet. Johannes de Doper doopte talrijke mensen in de Jordaan als teken van boete of inkeer met het oog op vergeving van zonden. Josephus verwierp de opvatting dat de doop zelf te maken had met vergeving van zonden. Hij stelde dat de doop van Johannes te maken had met de rituele reiniging van het lichaam, nadat de ziel al gereinigd was door rechtvaardigheid.
De meeste historici beschouwen Jezus' doop door Johannes de Doper als historisch, omdat het onwaarschijnlijk is dat christenen zouden verzinnen dat hun leider door een ander zou zijn gedoopt. Vanaf Jezus' doop door Johannes de Doper, omstreeks het jaar 26, bieden de gezamenlijke evangeliën een consistenter beeld over Jezus' leven. Het is het moment waarop Jezus in de openbaarheid trad.

#### Prediking
Nadat Johannes de Doper gevangen was genomen, ging Jezus zijn boodschap prediken in de streek Galilea. Het centrum van Jezus' prediking lijkt te hebben gelegen in een klein plaatsje in Galilea: Kafarnaüm. Hier was hij thuis (Marcus 2:1) en riep hij de belangrijkste discipelen, twee broederparen, namelijk Petrus en Andreas en Jakobus en Johannes. Petrus had een huis in Kafarnaüm, waar Jezus zijn schoonmoeder genas. In de synagoge genas hij een kreupele (Marcus 2:1-12). En in Kafarnaüm had hij de maaltijd met tollenaar Levi (Marcus 2:13-17). Als Jezus ergens anders had gepredikt, keerde hij weer terug naar Kafarnaüm. Jezus' prediking vond voor het overgrote deel plaats op het platteland, in kleine dorpjes als Kana, Nazareth, Betsaïda en Naïn. Vrijwel nooit was hij in de heidense steden die de Herodianen hadden gebouwd, zoals Sepphoris, Caesarea of Tiberias.
Jezus predikte in synagogen, bij mensen thuis en in de open lucht. De evangeliën spreken ook van discussies tussen Jezus en diverse schriftgeleerden. De totale tijd van Jezus' prediking heeft waarschijnlijk ongeveer drie jaar in beslag genomen.
De Bijbel spreekt van de omgang van Jezus met destijds in het algemeen geminachte mensen, zoals prostituees en tollenaars. Een centrale rol in de prediking van Jezus was het nabije Koninkrijk van God, een profetische traditie die al in de dagen van Jezus enkele eeuwen oud was (vergelijk Amos). In zijn prediking betrok Jezus de joodse verwachting van Gods Koninkrijk op zichzelf. Uitgestotenen en armen waren blijkbaar een belangrijke of zelfs de belangrijkste groep die door Jezus werd aangesproken.
Jezus stond in zijn prediking niet alleen. Een groep van mensen reisde met hem mee op zijn voettochten door het land. Hierbij hadden twaalf leerlingen een speciale plaats. De meesten van hen waren vissers uit Galilea. Zij ontvingen onderricht van Jezus.

#### Een religieuze Jood
Jezus was een religieuze, in Galilea opgegroeide Jood. Hij werd door zijn volgelingen rabbi, leraar, genoemd en gedroeg zich als leraar. Veel van zijn uitspraken doen vermoeden dat hij het grotendeels eens was met de milde Hillel, alleen op het punt van echtscheiding is hij net zo streng als Sjammai. Volgens de evangeliën had Jezus er geen problemen mee om doden, melaatsen, vrouwen met een vloeiing aan te raken, waarmee hij zich ritueel verontreinigde. Uit de evangeliën komt naar voren dat hij innerlijke reinheid belangrijker vond.

#### Parabels
Jezus verkondigde zijn leer vaak in de vorm van een parabel of gelijkenis. Het verhaal sluit aan op concrete omstandigheden, maar Jezus gaf er vanuit zijn gezichtspunt en boodschap een andere wending aan en leerde de mensen daarmee de Joodse wetten goed na te leven. Zoals het verhaal van de barmhartige Samaritaan. Veel parabels van Jezus worden echter uitgelegd alsof ze een allegorie zijn.

#### Eschatologie
Jezus en de discipelen gingen ervan uit dat een ingrijpen door God aanstaande was en dit zou leiden tot Gods koninkrijk op aarde. Uit de Dode Zee-rollen blijkt dat ook anderen een dergelijke verwachting hadden. Velen lijken de spanning tussen het komende koninkrijk van de hemel, dat nu al vorm krijgt, en dat anderzijds toch nog afwacht, niet begrepen te hebben.

#### Wonderdoener
Aan weinig andere historische personen worden zoveel wonderen toegeschreven als aan Jezus. Hij genas onder meer zieken en gehandicapten (Lucas 5:12-26), wierp duivelen uit (Lucas 8:26-39), wekte doden op (Lucas 7:11-17) en had macht over de natuur (Lucas 8:22-25). Wonderdoeners werden ook in de Hebreeuwse Bijbel beschreven (o.a. Mozes en Elia) en ook rond de tijd van Jezus in Palestina,:97 zoals Honi de Cirkeltekenaar (midden van de eerste eeuw v.Chr.) en Hanina ben Dosa (leefde kort na Jezus). Ook waren er personen die wonderen beloofden en volgelingen kregen, zoals Theudas (leefde kort na Jezus).
De tendens in de overlevering van de (apocriefe) evangeliën is dat hoe jonger de bron is, des te spectaculairder de wonderen van Jezus zijn. In de vroegste lagen van de traditie komt Jezus vaak voor als genezer en exorcist. Deze reputatie reflecteert waarschijnlijk het historische gegeven dat Jezus inderdaad als genezer en exorcist optrad.

### Jezus' laatste week
De beschrijving van Jezus' laatste week in de evangeliën wordt vaak in vijf hoofdscènes ingedeeld:
1. Aankomst in Jeruzalem op een ezel; een menigte verwelkomt hem als zoon van David en koning (Matteüs 21:1-11; Marcus 11:1-11; Lucas 19:29-40).
2. Jezus bezoekt de tempel en gooit de tafels van de geldwisselaars en de stoelen van de duivenverkopers omver (Marcus 11:15-17; Lucas 19:45,46).
3. Jezus heeft een laatste avondmaal met zijn discipelen (Matteüs 26:20-29; Marcus 14:17-25; Lucas 22:14-20).
4. Soldaten van de hogepriester arresteren Jezus en brengen hem voor de hogepriester en zijn raad. Volgens Marcus (maar niet Matteüs en Lucas) erkent Jezus dat hij de Christus (Messias) is en Zoon van God en wordt hij vanwege godslastering veroordeeld (Matteüs 26:47-68; Marcus 14:43-64; Lucas 22:47-71).
5. Jezus wordt naar Pilatus gestuurd, die hem ondervraagt en opdracht geeft hem te kruisigen, omdat hij beweerde koning van de Joden te zijn (Marcus 15:1-5,15,18,26).

#### Aankomst in Jeruzalem
Jezus' aankomst in Jeruzalem op een ezel wordt beschouwd als symbolisch, in de zin van een bewuste keuze om aan te sluiten op profetische uitspraken in de Hebreeuwse Bijbel. In dit geval als vervulling van Zacharia 9:9, waar wordt gesproken over de aankomst van een koning: "Nederig komt hij aanrijden op een ezel". Het is onmogelijk vast te stellen of Jezus de profetie kende en er bewust voor koos Jeruzalem binnen te rijden op een ezel of dat de christelijke traditie hem als zodanig afbeeldde. Als er inderdaad een grote menigte hem onthaalde als koning (Matteüs 21:9; Lucas 19:38), is het moeilijk te verklaren dat Jezus nog een week in leven bleef. Pesach was het belangrijkste moment voor onruststokers om het volk op te hitsen en zowel de hogepriester als de Romeinse prefect waren uiterst bedacht op gevaar – de prefect kwam naar Jeruzalem, inclusief zijn troepen. Als de gebeurtenis werkelijk heeft plaatsgevonden, was het hoogstwaarschijnlijk een symbolisch gebaar voor ingewijden.

#### Bezoek aan de tempel
Als Jezus in de tempel de tafels van de geldwisselaars en de stoelen van de duivenverkopers omver gooit, zegt hij: "Staat er niet geschreven: 'Mijn huis moet voor alle volken een huis voor gebed zijn'? Maar jullie hebben er een rovershol van gemaakt!" Dit is een combinatie van Jesaja 56:7 en Jeremia 7:11, maar buiten als symbolische handeling biedt deze een probleem qua interpretatie c.q. historische duiding. De geldwisselaars waren nodig om de Joden die uit alle delen van de Joodse diaspora kwamen, de benodigde offers en andere rituele objecten te kunnen laten kopen. Er zijn geen bronnen die suggereren dat het geld dat in de tempel werd gewisseld onjuist werd aangewend of dat er woekertarieven werden gehanteerd. Hetzelfde geldt voor de duivenverkopers, die gelovige Joden van ver een dienst bewezen – en Joden die in Palestina woonden, want duiven die als offer werden aangeboden, moesten vrij van ieder gebrek zijn, wat door een reis buitengewoon lastig zou zijn. In de rest van de evangeliën is Jezus gematigd positief over de tempel en de priesterlijke voorrechten en betaalde hij, met enige aarzeling, tempelbelasting (Matteüs 17:24-27). Hoe moeilijk ook te verklaren, waarschijnlijk is deze actie historisch en moet worden gezien in het licht van Jezus' tweede en mogelijk derde uitspraak over de tempel: de synoptische evangeliën schrijven aan Jezus de voorspelling toe dat de tempel zou worden verwoest (Marcus 13:1, 2) en zeggen dat zijn beschuldigers bij zijn proces beweerden dat Jezus had gedreigd de tempel te verwoesten (Matteüs 26:61; Marcus 14:58). Deze zaak was hoogstwaarschijnlijk de belangrijkste reden voor Jezus' arrestatie en veroordeling.
De evangeliën kennen verder geen traditie van politieke of militaire profetieën van Jezus. Van Lucas 21:20 wordt over het algemeen aangenomen dat deze een revisie van Marcus (en Matteüs) is van na 70 n.Chr. De voorspelling dat geen steen van de tempel op de andere zou blijven, klopt op onderdelen niet: zo bleven juist van de tempel veel muren overeind en werd deze vooral door vuur verwoest. Profetieën achteraf kloppen vaak gedetailleerd; juist het feit dat de profetie niet zo nauwkeurig is, geeft deze authenticiteit. Deze kan dus van voor 70 n.Chr. zijn en mogelijk van Jezus zelf. Hetzelfde geldt voor de dreiging de tempel af te breken. Lucas laat deze volledig weg en de versie van Matteüs is korter dan die in Marcus, maar beide kunnen worden opgevat als een voorspelling van Jezus' dood en opstanding (Matteüs 26:61; Marcus 14:58). Het is waarschijnlijk dat Jezus' voorspelling dat de tempel zou worden verwoest, door tegenstanders werd gezien als een dreigement. In Matteüs en Marcus wordt dit als een valse getuigenis bestempeld, maar er kan uit worden opgemaakt dat Jezus de verwoesting van de tempel voorspelde op een dusdanige manier dat sommige mensen hieruit opmaakten dat Jezus de tempel bedreigde.

#### Laatste avondmaal
Jezus' laatste avondmaal met zijn discipelen is een zeer zeldzaam voorbeeld van een concrete gebeurtenis die ook buiten de evangeliën wordt beschreven, namelijk in 1 Korintiërs 11:24-26. Los van de betekenis, is duidelijk dat deze maaltijd voor Jezus symbolisch buitengewoon belangrijk was en vooruitwees naar Gods koninkrijk (Matteüs 26:29; Marcus 14:25; Lucas 22:18). Uit deze passages, waarin Jezus zegt dat dit de laatste keer is dat hij wijn zou drinken, blijkt dat hij wist dat hij in de gaten werd gehouden en zijn laatste uren waren aangebroken. Mogelijk dacht hij dat God zou ingrijpen voordat hij zou worden gearresteerd en geëxecuteerd, maar hoe dan ook: hij vluchtte niet. Volgens de evangeliën bad hij om gespaard te blijven, maar deed hij dit toen hij helemaal alleen was (Marcus 14:32-42).

#### Arrestatie en veroordeling
De gerechtelijke procedure tegen Jezus en zijn executie worden behalve door de nieuwtestamentische geschriften ook genoemd door Josephus en Tacitus. Dat Jezus werd veroordeeld en gekruisigd behoort daarmee tot de zekerste dingen die over hem gezegd kunnen worden. Kruisiging was een Romeinse straf.
Waarom de Romeinen Jezus veroordeelden en executeerden kan niet met zekerheid worden vastgesteld. Er zijn echter enkele mogelijkheden die door diverse godsdiensthistorici als waarschijnlijk of mogelijk worden beschouwd:
- De meeste historici beschouwen het incident in de tempel als belangrijkste aanleiding. Ook volgens de evangeliën begint de behandeling van Jezus' zaak met de aanklacht van zijn dreigement jegens de tempel, maar waren de getuigenverklaringen niet afdoende (Marcus 14:55-59). Als de hogepriester Kajafas en zijn adviseurs hadden geweten dat Jezus als een koning zou zijn onthaald, hadden ze zich al eerder met zijn zaak beziggehouden. De hogepriester was verantwoordelijk voor de orde in Judea en Jeruzalem in het bijzonder. Aangezien Kajafas langer als hogepriester onder de Romeinen diende dan wie dan ook, kan worden aangenomen dat hij capabel was. De hogepriester wilde Jezus daarom dood om dezelfde reden waarom Antipas Johannes dood wilde: hij zou problemen kunnen veroorzaken.
Jezus was gevaarlijk, want hij had volgelingen. Hij had enige tijd over het koninkrijk onderwezen. Hij had fysieke actie ondernomen in de tempel. Hij was niet gek en dus potentieel gevaarlijk. Daarom adviseerde hogepriester Kajafas de prefect Pilatus Jezus te executeren. Volgens de evangeliën zette Kajafas zijn oordeel kracht bij door Jezus te beschuldigen van godslastering (Marcus 14:63,64), wat kan duiden op een ultieme poging steun te krijgen voor het doodsvonnis dat hij hoe dan ook wilde vellen (ongeacht of dit een terechte grondslag van de veroordeling was).
De Romeinen wilden onrust tijdens Pesach vermijden, beschouwden Jezus als een onruststoker en executeerden hem daarom.
- De tweede richting zoekt de verklaring voor de executie in de eerste plaats bij het gegeven dat Jezus en zijn aanhangers door de Romeinse prefect Pontius Pilatus werden aangezien, al dan niet terecht, voor opstandelingen tegen het Romeinse gezag in Judea.[52] De formulering "koning van de Joden" verraadt het perspectief van buitenstaanders. Hieruit volgt dat de Romeinen Jezus executeerden omdat ze hem beschouwden als iemand die de macht over de Joden wilde grijpen.[53]
In dit geval blijft wel de vraag open waarom alleen Jezus als leider van de vermeende opstand werd vervolgd, aangezien de Romeinen in andere gevallen tot collectieve straffen overgingen.[54]

Het precieze verloop van de gerechtelijke procedure tegen Jezus bij de Joodse en Romeinse autoriteiten is onmogelijk te reconstrueren. Uit wat bekend is over Pilatus' verdere handelen bij processen en executies, kan met grote waarschijnlijkheid geconcludeerd worden dat het verslag in de evangeliën over Jezus' ondervraging een poging was problemen met de Romeinen te voorkomen: Philo (tijdgenoot van Pilatus) schreef over Pilatus' executies zonder proces en Pilatus werd uiteindelijk uit zijn ambt gezet vanwege grootschalige en slecht doordachte executies. Naar alle waarschijnlijkheid ontving Pilatus Kajafas' aanklacht, liet Jezus geselen en ondervroeg hem kort. Toen de antwoorden niet bevredigend waren, stuurde hij hem naar het kruis zonder er verder over te hoeven nadenken.

#### Kruisiging en dood
Kruisiging was de wreedste executiemethode in het Romeinse Rijk en werd vooral gebruikt bij opstandelingen, weggelopen slaven en inwoners zonder Romeins staatsburgerschap. De intentie was de boosdoeners te vernederen en de ooggetuigen te waarschuwen om hen ervan te weerhouden deel te nemen aan rellen. Geseling maakte integraal onderdeel uit van de straf en werd vaak al zo bruut uitgevoerd dat de veroordeelden daaraan stierven.
De verhalen over Jezus' kruisiging staan vol citaten van en toespelingen op Psalm 22, wat een aanwijzing is voor legendevorming. Als Jezus' uitroep "Mijn God, mijn God, waarom hebt u mij verlaten?" (Marcus 15:34) historisch is, kan dit erop duiden dat Jezus zijn kruisdood als een mislukking heeft ervaren. Anderen zien deze woorden als onderdeel van de vormgeving van het lijdensverhaal door Marcus, die Jezus als lijdende rechtvaardige portretteert.
De verduistering en de aardbeving in het kruisigingsverhaal zijn legendarisch: het was gebruikelijk post factum zulke natuurfenomenen te hechten aan de dood van belangrijke historische figuren. Een zonsverduistering is niet waarschijnlijk, omdat deze niet enkele uren duurt, zoals in het verhaal. Bovendien valt het paasfeest samen met volle maan.
Het tijdschema in het verhaal (kruisiging op het derde uur na zonsopgang, duisternis op het middaguur en Jezus' dood op het negende uur), de wonderlijke natuurfenomenen en citaten van en toespelingen op de Psalmen worden beschouwd als theologische constructies, niet als historische feiten. Ze plaatsen Jezus onder de onrechtvaardig vervolgden, omringd door het geweld van alle vijanden en zich op Gods gerechtigheid beroepende, lijdende Joden.

#### Sterfdatum
Evenals bij Jezus' geboortedatum, is er over zijn sterfdatum geen zekerheid. Uit het evangelie naar Johannes volgt dat Jezus op 14 nisan gekruisigd zou zijn, maar de overige evangelisten impliceren 15 nisan. De keuze om de kruisdood precies op het begin van pesach te plaatsen is verdacht, omdat het van Jezus een symbolisch paaslam maakt. Astronomische berekeningen aan de hand van de vermeende zonsverduistering hebben historisch-kritisch gezien geen waarde. In elk geval viel Jezus' dood in de periode van het bewind van Pontius Pilatus, die van 26 tot 36 n.Chr. prefect was van Judea. Het jaar 30 is het meest waarschijnlijke sterfjaar. Een alternatieve mogelijkheid is het jaar 33.

## Na Jezus' dood
Onderzoek naar een historisch persoon beslaat in de regel iemands leven en eindigt bij de dood of begrafenis, crematie e.d. of in sommige gevallen het sollen met iemands lichaam, verdwijning etc. Als centrale figuur in het christendom is Jezus hierin een vanzelfsprekende uitzondering, omdat in de theologie van die wereldgodsdienst juist zijn dood en opstanding een fundamenteel geloofsartikel is.

### Opstanding
1 Korintiërs (ca. 56 n.Chr.) bevat de oudste vermelding van Jezus' opstanding en vermeldt dat Christus is gestorven, begraven, opgestaan en verschenen aan verschillende (groepen) volgelingen (1 Korintiërs 15:3-7). Paulus citeert hier een traditie die hij ook zelf weer had ontvangen. Meestal wordt 1 Kor. 15:3b-5a als oudere traditie beschouwd. De vermelding dat een groep van meer dan 500 personen de opgestane Jezus zouden hebben gezien, wordt beschouwd als een zeer vroege traditie in het christendom, die mogelijk reeds enkele jaren na Jezus' dood ontstond. Het is niet duidelijk naar welke gebeurtenis dit verwijst. Sommige onderzoekers suggereren dat het een verwijzing is naar "de dag van het Pinksterfeest" (Handelingen 2:1), anderen denken dat deze vermelding door Paulus werd toegevoegd aan een lijst met verschijningen van de opgestane Jezus, maar dat de bron hiervan onbekend is. Paulus noemde ook zichzelf als getuige van de opgestane Jezus, daarmee doelend op zijn roeping (Handelingen 9:1-9; 1 Korintiërs 9:1; 15:8).
Marcus 16:8 eindigt abrupt bij de ontdekking van het lege graf. In tweede instantie zijn er twee eindes aan geschreven, een kort en een lang. Beide ontbreken in de oudste handschriften. Het langste slot doet verslag van een ontmoeting met de opgestane Jezus.
Volgens Matteüs 28:7 en Marcus 16:7,14 gingen de leerlingen naar Galilea en zagen Jezus daar. Volgens Lucas 24:13-53 verlieten zij de omgeving van Jeruzalem niet. De verslagen van Jezus' hemelvaart in Lucas 24:50-53 en Handelingen 1:6-11 verschillen, terwijl ze door dezelfde auteur zijn geschreven. Ook de verhalen over Jezus' verschijningen wijken onderling af. In Matteüs verscheen hij slechts twee keer: één keer aan Maria Magdalena en de andere Maria (Matteüs 28:9-11) en één keer aan de elf apostelen (Matteüs 28:16-20). In Lucas 24:8-11 verscheen hij niet aan de vrouwen, maar eerst aan twee leerlingen, een anonieme leerling en de verder onbekende Kleopas (Lucas 24:13-25) en daarna aan alle apostelen, waarbij hij at (Lucas 24:36-49). Volgens Handelingen was hij veertig dagen bij de leerlingen, waarbij hij diverse keren verscheen (Handelingen 1:3-7). In Lucas 24:15,16,31 werd de opgestane Jezus in eerste instantie niet herkend door een goddelijke interventie, in Matteüs 28:8 werd hij direct herkend. Volgens Marcus 16:12 verscheen hij in verschillende gedaanten.
In de eerste eeuw waren twee opvattingen gelijk aan de opstanding: geesten en een lichaam dat weer tot leven komt (zoals Lazarus). Zowel Paulus als Lucas bestreden de gedachte dat Jezus een geest was (Lucas 24:40; 1 Korintiërs 15), maar ook dat hij een lichaam was dat weer tot leven was gekomen. Bij Lucas at Jezus, terwijl Paulus zei dat Jezus' lichaam van fysiek of aards was getransformeerd tot hemels of geestelijk (1 Korintiërs 15:44-54). Het is ook opvallend dat een onderscheid wordt gemaakt tussen echte verschijningen van Jezus en zijn verschijning in visioenen (zoals in Handelingen 9:10; 10:10-16; 18:9), vooral omdat dit kennelijk geen verband had met Jezus' opname in de hemel. Paulus beweerde immers de echte Jezus te hebben gezien, terwijl dit na de hemelvaart van Jezus plaatsvond (Handelingen 9:1-9; 1 Korintiërs 9:1; 15:8). In deze passage verscheen Jezus eerst echt aan Paulus en direct daarna in een visioen aan Ananias (Handelingen 9:10).
Uit de verhalen en vooral de verschillen ertussen (vergelijk Lucas 24:1-8 met 13-27) kan worden opgemaakt dat Jezus zijn leerlingen niet had voorbereid op zijn dood en hieraan pas na zijn dood (theologische) betekenis werd gegeven. In de evangeliën en Handelingen staat Jezus' boodschap over het Koninkrijk theologisch centraal en is er sprake van een concrete eschatologische verwachting - dat wil zeggen: de verwachting dat God ieder moment zou kunnen ingrijpen om Zijn Koninkrijk op aarde te stichten. Vanaf Paulus staat Jezus' dood en opstanding theologisch centraal en raakte het eschatologische aspect op de achtergrond en werd minder concreet (zie bijvoorbeeld 1 Tessalonicenzen 4:13-18, 1 Korintiërs 15:51-57 en Romeinen 14:9).

### Verklaringstheorieën
Veel nieuwtestamentici nemen wel aan dat sommige leerlingen van Jezus geloofden dat zij hem enkele weken of maanden na zijn dood levend hadden gezien, maar dat dit geen bewijs is van zijn opstanding. Het komt wel vaker voor dat mensen beweren dat zij een geliefde hebben gezien die al was overleden. In een studie van bijna 20.000 mensen, verklaarde 13 procent dat zij een overledene hadden gezien. Hiervoor zijn diverse verklaringstheorieën, van de fysieke en emotionele uitputting veroorzaakt door de dood van een dierbare tot het geloof dat sommige aspecten van de menselijke persoonlijkheid in staat zijn om de lichamelijke dood te overleven.
Naast individuele gevallen van mensen die denken een overledene te hebben gezien, zijn er ook gevallen van grote groepen mensen die zeggen de Maagd Maria te hebben gezien of een UFO. De exacte mechanismes voor deze groepshallucinaties is onduidelijk.
De theorie van cognitieve dissonantie van Leon Festinger werd door John G. Gager gebruikt als een mogelijke wetenschappelijke verklaring voor het ontstaan van het christendom. De theorie van Festinger zegt dat wanneer een voorspelling niet uitkomt, het geloof toeneemt. In het vroege christendom bleven, aldus Gager, de messiasverwachting en voorspelde eindtijd inderdaad uit. Gager tracht hieruit te verklaren dat Jezus na zijn dood een goddelijke en devotionele status kreeg toegeschreven door zijn volgelingen. Daarop zou een proces van legende- en mythevorming zijn gevolgd waarvan men volgens Gager een neerslag ziet in de evangeliën. Festinger zelf was van mening dat zijn theorie niet kon worden toegepast op het vroege christendom en Gagers analyse werd door theologen bekritiseerd.